# Monobia nigripennis
Monobia nigripennis är en stekelart som beskrevs av Henri Saussure 1875. Monobia nigripennis ingår i släktet Monobia och familjen Eumenidae. Inga underarter finns listade i Catalogue of Life.